# Народна демократска партија (Бутан)
Народна демократска партија је једна од политичких партија у Бутану.

## Историја
Партија је формирана 24. март 2007. године. Оснивач и председник ове партије је Сангај Нгедуп, бивши премијер и министар пољопривреде у краљевској влади Бутана. Народна демократска партија званично је поднела захтев за регистрацију 6. августа 2007. и тако постала прва политичка странка у Бутану која је то учинила. Странка је регистрована 1. септембра 2007. године. Странка је левог центра.
Дана 24. марта 2008. партија је на Изборима за народну скупштину Бутана освојила два од четрдесет и седам скупштинских места.
На изборима 2013. године, велики успех постигала је Нова демократска партија која је на новим изборима освојила 32 места.. Захваљујући томе што је Нова демократска партија постала најјача странка за новог премијера је изабран председник те странке Черинг Тобгај.
Као владајућа, Народна демократска партија је освојила тек треће место у првом кругу гласања на Изборима за народне посланике 2018., што је резултирало да је изгубила свих 32 места.

## Бој одборничких места
| Година                                   | Мандата |
| ---------------------------------------- | ------- |
| Избори за народне посланике Бутана 2008. | 2 / 47  |
| Избори за народне посланике Бутана 2013. | 32 / 47 |
| Избори за народне посланике Бутана 2018. | 0 / 47  |